# Slowakische Badminton-Mannschaftsmeisterschaft 2021
Die Slowakische Badminton-Mannschaftsmeisterschaft 2021 war die 27. Auflage der Teamtitelkämpfe in der Slowakei. Meister wurde AGB ekoservis Košice. Durch die COVID-19-Pandemie in der Slowakei erstreckten sich die Wettkämpfe von 2020 bis ins Jahr 2022 hinein.

## Vorrunde
| Platz | Team                  | Spiele | G | U | V | Spielpunkte | Punkte |
| ----- | --------------------- | ------ | - | - | - | ----------- | ------ |
| 1.    | AGB ekoservis Košice  | 6      | 5 | 0 | 1 | 35:11       | 10     |
| 2.    | Merkury Broker Košice | 6      | 3 | 2 | 1 | 30:18       | 8      |
| 3.    | TJ Lokomotíva Košice  | 6      | 3 | 2 | 1 | 29:19       | 8      |
| 4.    | Sokol Ilava           | 6      | 4 | 0 | 2 | 28:19       | 8      |
| 5.    | Spoje Bratislava      | 6      | 2 | 2 | 2 | 25:21       | 6      |
| 6.    | BKR Púchov            | 6      | 1 | 0 | 5 | 18:30       | 2      |
| 7.    | Oliver Košice         | 6      | 0 | 0 | 6 | 0:47        | 0      |

## Viertelfinale
- Lokomotíva Košice – BKR Púchov: 8:0
- Sokol Ilava – Spoje Bratislava: 6:2

## Halbfinale
- AGB ekoservis Košice – Sokol Ilava: 6:2
- Lokomotíva Košice – Merkury Broker Košice: 5:4

## Finale
- AGB ekoservis Košice – Lokomotíva Košice: 8:0

## Endstand
- 1. AGB ekoservis Košice
- 2. Lokomotíva Košice
- 3. Sokol lava
- 4. Merkury Broker Košice
- 5. Spoje Bratislava
- 6. BKR Púchov
- 7. Oliver Košice